# Centrallaboratorium Ab
Oy Keskuslaboratorio - Centrallaboratorium Ab är ett forskningsbolag ägt av aktörer inom finska skogsindustrin. Bolaget är numera allmänt känt under namnet KCL.
Bolaget grundades 1916 och hade 270 anställda under våren 2009. Ägare är Metsäliitto Group, Myllykoski Oyj, Stora Enso Oyj och UPM-Kymmene Oyj.